# Reeks Nederlandse Dialectatlassen
De Reeks Nederlandse Dialectatlassen of RND is een serie van zestien atlassen over dialecten binnen Nederland, Vlaanderen, een klein deel in het noordwesten van Frankrijk en Bentheim in Duitsland.
De RND bevat van 139 geselecteerde zinnen de vertalingen in 1956 dialecten verspreid over dit gehele gebied. Deze zinnen werden zodanig geselecteerd dat verschillende morfologische en syntactische verschijnselen en klankverschuivingen in de Germaanse talen duidelijk gerepresenteerd worden. Naast deze tekst bevat de RND ook vele kaarten met fonetische transcripties van losse woorden of delen uit deze zinnen.

## Geschiedenis
Het eerste deel van de RND werd in 1925 uitgegeven. Het was samengesteld door Dr. Edgar Blancquaert en bevatte vertalingen en 149 fonetische kaarten voor de Vlaamse regio Klein-Brabant, die wordt gevormd door de stedendriehoek Antwerpen, Brussel en Gent. De fonetische transcripties werden gebaseerd op registraties vanaf 1921 van vertalingen van de betreffende 139 zinnen in dialecten van 59 plaatsen in deze regio.
Blancquaert zette hierna een project op om soortgelijke registraties te laten verzamelen uit het gehele Nederlandse taalgebied, wat in de loop van vele jaren door werk van diverse onderzoekers leidde tot uitbreiding van de RND met meerdere delen. Het gereedkomen van het project mocht Blancquaert helaas niet mee maken; hij overleed in 1964. Het project werd verder voltooid onder leiding van Prof. Willem Pée met in 1982 als completerende uitgave het 14de deel in de reeks.

## Overzicht van de reeks
1. (1925)  Klein-Brabant
2. (1930)  Zuid-Oost-Vlaanderen
3. (1935)  Noord-Oost-Vlaanderen en Zeeuwsch-Vlaanderen
4. (1940)  Vlaamsch Brabant
5. (1939)  Zeeuwsche eilanden
6. (1946)  West-Vlaanderen en Fransch-Vlaanderen
7. (1958)  Antwerpen
8. (1962)  Belgisch-Limburg en Zuid-Nederlands-Limburg
9. (1952)  Noord-Brabant
10. (1966)  Oost-Noord-Brabant, de Rivierenstreek en Noord-Nederlands-Limburg
11. (1968)  Zuid-Holland en Utrecht
12. (1973)  Gelderland en Zuid-Overijssel
13. (1969)  Noord-Holland
14. (1982)  Zuid-Drenthe en Noord-Overijssel
15. (1955)  Friesland
16. (1967)  Groningen en Noord-Drenthe

Alle delen werden uitgegeven door uitgeverij De Sikkel.